# Pleopode

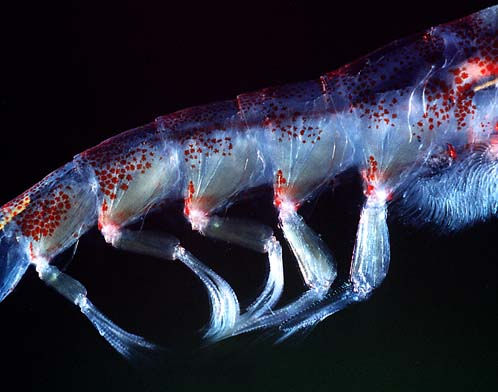
De pleopoden van Euphausia superba (Krill).

Pleopoden zijn zwempoten bij kreeftachtigen (Crustacea). Ze zijn meestal tweetakkig en van talrijke haren (setae) voorzien. Ze zijn aangehecht aan de segmenten van het pleosoom dat samen met het urosoom het pleon uitmaakt.
Bij vlokreeftjes is de structuur van de pleopoden van weinig taxonomisch belang. Door de sterke beharing worden ze als roeipoten gebruikt. De soorten uit de suborde Gammaridea zijn veelal uitstekende zwemmers.
Bij Decapoda worden de pleopoden vaak door middel van een appendix interna aan elkaar vastgehaakt bij het zwemmen,

Algemeen bouwplan van Malacostraca

Algemeen bouwplan van een vlokreeftje